# Endothelin 1
Endothelin 1 (ET-1), còn được gọi là preproendothelin-1 (PPET1), là một thuốc co mạch mạnh ở người được mã hóa bởi gen EDN1 và được sản xuất bởi các tế bào nội mô mạch máu. Protein được mã hóa bởi gen này được xử lý protein để giải phóng một peptide được tiết ra có tên là endothelin 1. Endothelin 1 là một trong ba dạng đồng phân của endothelin ở người.
Preproendothelin là tiền chất của peptide ET-1. Các tế bào nội mô chuyển đổi preproendothelin thành proendothelin và sau đó thành endothelin trưởng thành, tế bào giải phóng.
Thuốc đối kháng thụ thể endothelin-1 (Bosentan) được sử dụng trong điều trị tăng áp phổi. Sự ức chế các thụ thể này ngăn ngừa co thắt mạch phổi và do đó làm giảm sức cản mạch máu phổi.